# نبكة دجر

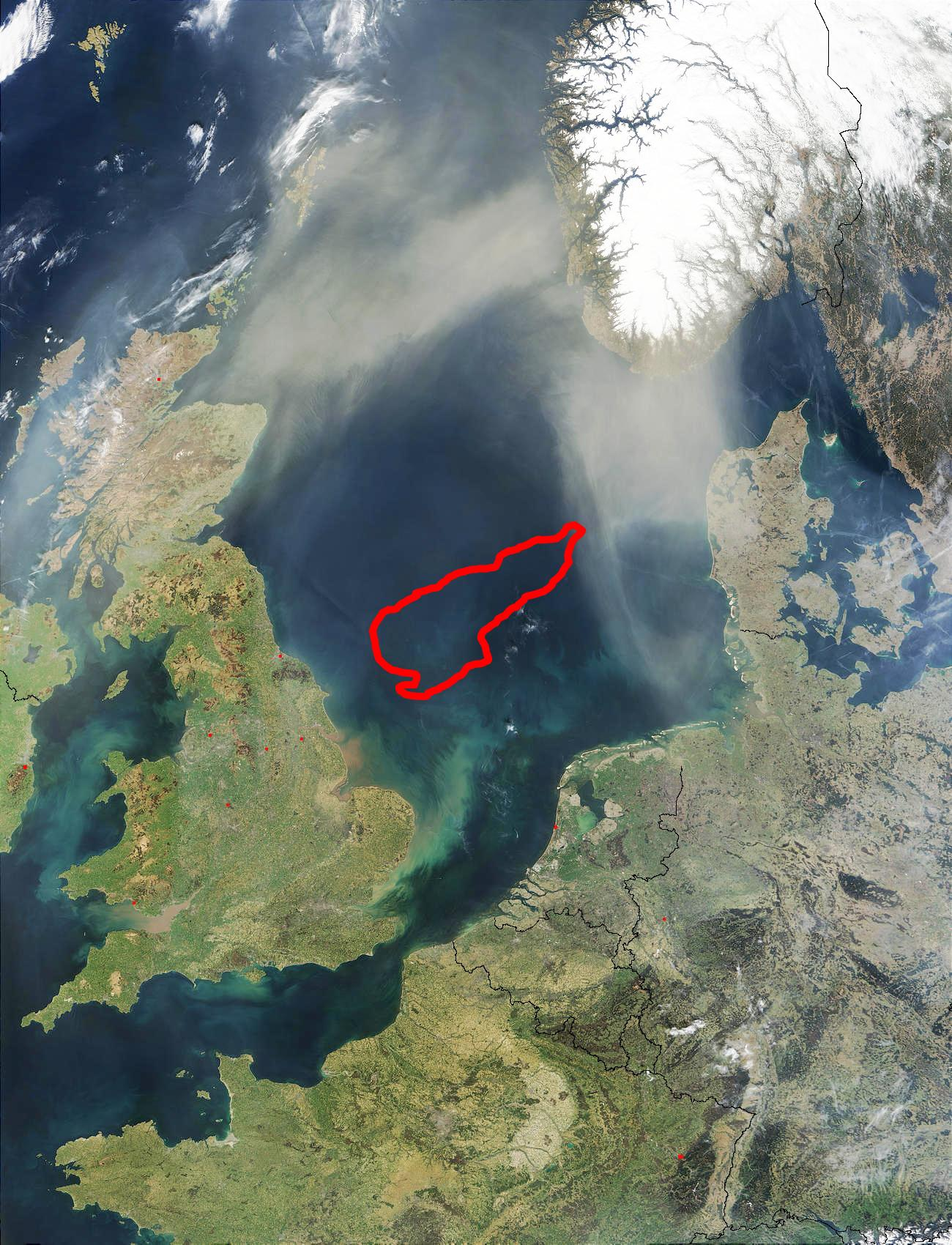
منطقة نبكة دُجر (باللون الأحمر)

نَبْكَةُ دُجَر (الانجليزية: Dogger Bank،الهولندية: Doggersbank، الألمانية: Doggerbank، الدانماركية: Doggerbanke، نقحرة: دوجر بنك) هي منطقة رملية ضحلة في بحر الشمال تبلغ مساحتها حوالي 100 كيلومتر (62 ميل) قبالة الساحل الشرقي لانجلترا.
خلال العصر الجليدي الأخير كانت المنطقة جزءا من كتلة أرضية كبيرة تربط بين أوروبا والجزر البريطانية، والمعروفة الآن باسم دُجَرلَند. وقد عرفه الصيادون منذ فترة طويلة بأنها بنك من السمك الوفير، كانت قوارب صيد  الهولندية القديمة تستخدم خصيصا للقبض على سمك القد.
في بداية القرن ال 21 تم تحديد المنطقة كموقع محتمل لمزرعة رياح 3 في المملكة المتحدة، ويجري تطوير بنك الرياح كمزارع رياح نبكة دُجَر. 
جغرافيا
 تمتد المنطقة حوالي 17,600 كيلومتر مربع (6,800 ميل2) ، حوالي 260 كم 97 كم شساعة (160 60 ميل). الماء على عمق يتراوح من 15 إلى 36 متر (49 إلى 118 قدم), اعمق من البحار المحيطة بها  بحوالي 20 متر (66 قدم) .
 تنمو العوالق النباتية ذا انتاجية عالية على مدار السنة في هذه المنطقة . كما اقترحت بعض الجمعيات ان تصبح المنطقة  محمية بحرية

## المعارك البحرية والحوادث
- نبكة دُجَر (1696)استغرقت تسع سنوات من الحرب على الأسطول الفرنسي تحت قيادة جان بارت وانتصر على السفن الهولندية القوية
- نبكة دُجَر (1781)خلال حرب الاستقلال الأمريكي ، البحرية الملكية سرب خاض الهولندي سرب في 5 آب / أغسطس عام 1781.
- حادثة نبكة دُجَر 1904 حادثة إطلاق نار وقعت في بنك دوجر  أثناء الحرب الروسية اليابانية حينما أطلق الأسطول الروسي النار على مراكب الصيد البريطانية يوم 21 أكتوبر عام 1904، ظناً منهم أنها سفن يابانية
- في عام 1966 ،غرقت الغواصات الألمانية  أثناء عاصفة. مات 19 من 20 رجلا وكانت أسوأ الكوارث في تاريخ البحرية الألماني.

## طاقة الرياح
في يناير 2010، تم منح ترخيص لتطوير مزرعة الرياح على بنك دوجر لشركة فرويند، وهم مجموعة من المطورين . وكان من المتوقع تركيب توربينات الرياح لتنتج ما يصل إلى 9 غيغاواط من الطاقة كجزء من مشروع مخطط له في تسعة مناطق من 32 غيغاواط، لكن تم تخفيض الخطة لاحقا إلى 7.2 جيغاواط بالاتفاق مع مالك المنطقة كراون إستاتس.
وكان من المقرر أن يبدأ البناء في حوالي عام 2014 في أقرب وقت ممكن، ولكن تم تأجيله مرارا وتكرارا. 
ويتعاون مشغلو الشبكات الكهربائية الهولندية والألمانية والدانمركية في مشروع لبناء مجمع مركز طاقة الرياح في بحر الشمال على جزيرة صناعية واحدة أو أكثر يتم إنشاؤها على بنك دوغر كجزء من نظام أوروبي للكهرباء المستدامة. 

## روابط خارجية
‌